# Mpongwe
Les Mpongwes sont une population d'Afrique centrale vivant au Gabon. C'est un sous-groupe des Myènè.

## Ethnonymie
Selon les sources, on rencontre plusieurs variantes de l'ethnonyme : Bayugu, Bongoué, Bongwe, Empoongwe, Mpongoué, Mpongwes, Mpungwe, Npongwe, Pongo, Pongoué, Pongwe. 

## Histoire

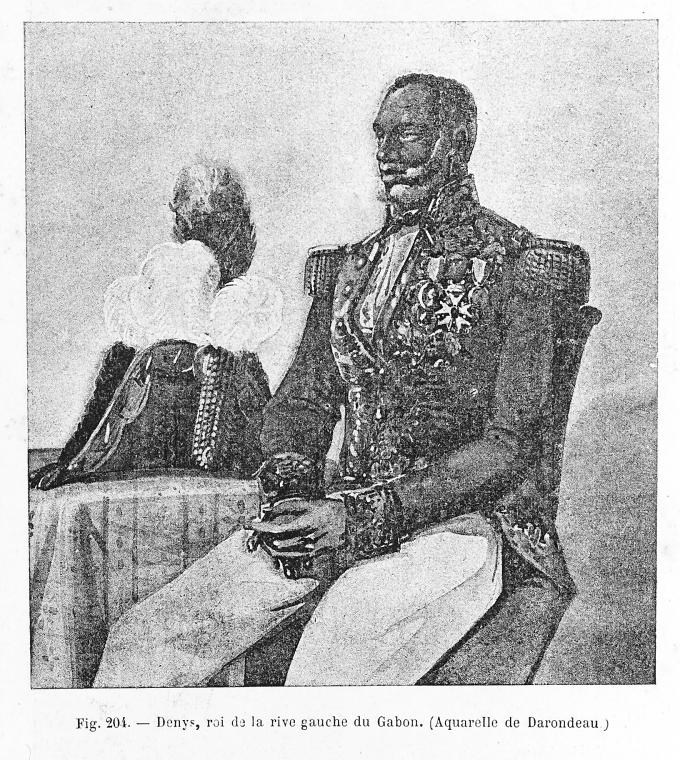
« Denys, roi de la rive gauche du Gabon » (aquarelle de Darondeau)

Ils étaient déjà installés dans l'estuaire du Gabon lorsque les premiers marins portugais y parvinrent au XVe siècle et donnèrent leur nom à l'île qui est à son embouchure, l'île Pongo, puis au territoire continental, le Pongo, ancien nom du Gabon. Pendant plusieurs siècles, ils servirent d'intermédiaires commerciaux entre les marchands européens et les tribus de l'intérieur, trafiquant de l'ivoire mais aussi des esclaves. Leurs relations avec les Européens furent parfois tumultueuses. Toujours, ils s'efforcèrent de les dissuader d'entrer directement en contact avec les autres peuples du Gabon, de manière à préserver leurs intérêts de courtiers. La langue des Mpongwè, l'omyènè (ou myènè), a longtemps servi de langue de communication dans l'ouest du Gabon.
C'est avec des chefs mpongwè, Denis Rapontchombo (surnommé « le roi Denis »), Georges Rassondji, Louis Ré-Dowé, Quaben, Kringer, Glass, François Rèdembino, que les Français signèrent des traités qui leur permirent de s'implanter dans l'estuaire du Gabon au milieu du XIXe siècle.

## Langue

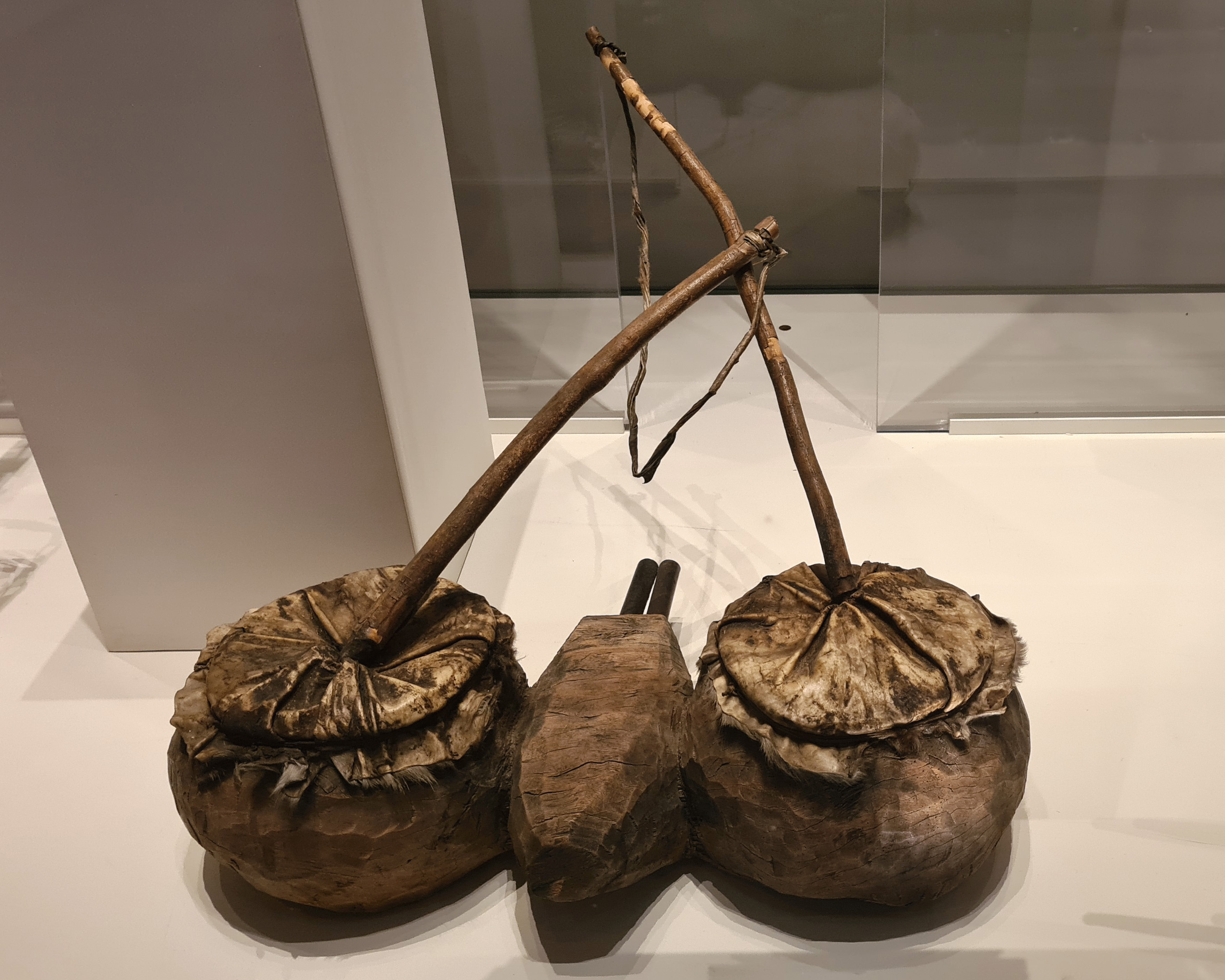
Soufflets de forgeron.

Selon la classification des langues bantoues établie par Malcolm Guthrie le mpongwè appartient au groupe des langues myènè (B10) et est codé B11a.
En 2000 le nombre de locuteurs était estimé entre 46 743 .